# آنکافینا-تسارافیدی
آنکافینا-تسارافیدی (به لاتین: Ankafina-Tsarafidy) یک منطقهٔ مسکونی در ماداگاسکار است که در ناحیه آمبوهیماهاسوآ واقع شده‌است. آنکافینا-تسارافیدی ۱۲٬۰۰۰ نفر جمعیت دارد و ۱٬۲۵۸ متر بالاتر از سطح دریا واقع شده‌است.